# ディスコ (音楽)

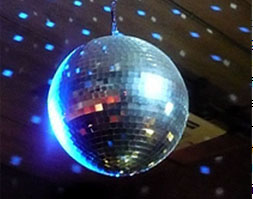
ディスコを象徴するアイテムの一つである、ミラーボール

ディスコ（Disco）は、ポピュラー音楽におけるダンス・ミュージックのジャンルの一つ。

## 概要
1970年代前半のフィリー・ソウルは、ディスコ音楽に大きな影響を与えた。MFSBのドラマー、アール・ヤングのドラムスのキックと、16ビートのハイハットの組み合わせは後のサルソウル・レコードのディスコ・サウンドのルーツとなった。時にはチョッパーベースも見せるエレクトリックベース、女性ボーカルが起用されることも多く、ストリングスやホーンセクション、クラビネット、リズムを刻むことがメインのエレクトリック・ギターがバッキングをつとめた。また、フルートのようなオーケストラ楽器がしばしばソロに用いられた。また、ブルックリンなどの白人、黒人ら、ニューヨークのダンス音楽好きがディスコに参入した。
一部のディスコ・ミュージシャンのレコードは、ジャケットに写っている人物と、実際に歌っているシンガーが違うという、お粗末な事実もあった。

## 詳細

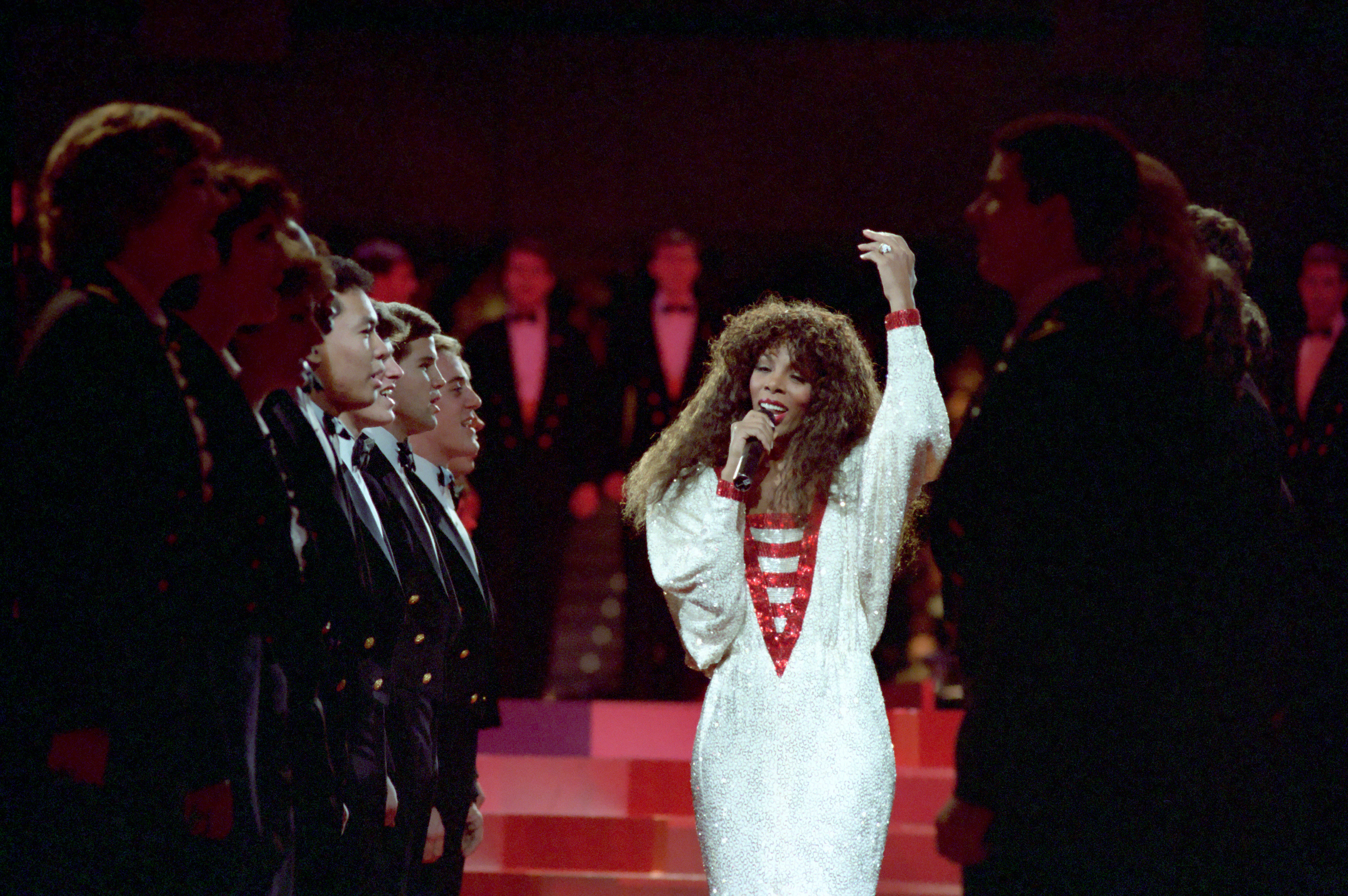
”ディスコ・クイーン”ドナ・サマー

ディスコの語源となったのは、バンドの生演奏ではなくDJがレコード演奏をおこない、客がそれに合わせてダンスを踊る娯楽場のことを指す「ディスコテック」で、もともとフランス語である。
アメリカでは、アフリカ系アメリカ人やヒスパニックのコミュニティを起源とし、1960年代から1970年代前半にかけてフィラデルフィアからニューヨークへと伝わっていった。ディスコ・スタイルのクラブの前身は、1970年2月にニューヨーク市のDJ、デヴィッド・マンキューソが自宅に開いたメンバー制プライベート・ダンス・クラブ「ザ・ロフト (The Loft)」である。
ディスコの主要な客は黒人とゲイだった。ゲイのDJや客は、ドナ・サマー、グロリア・ゲイナー、ダイアナ・ロス、グレイス・ジョーンズ、メルバ・ムーア、ロリータ・ハロウェイらを「ディスコ・クイーン」の地位へ押し上げた。また当初はソウルミュージックにあわせて踊っていたが、後には気持ちよく踊らせるのはどうしたらよいのか、という発想になり、曲のテンポが注目される。1分間にBPM・120ぐらいが人が踊っているときの心臓の鼓動に近いとされ、それに合わせたフォーマットの曲が増えた。シルヴェスターの曲などに、その典型が見られる。
日本においてオールジャンルで選曲していたディスコは、1990年代に個々のジャンルに特化して「クラブ」と呼ばれるようになった。日本国内では、中高年を中心とした、かつてのディスコ世代に向けたディスコ・イベントなどが開催されている。フィリー・ソウルは、ハウスなど後進のダンス・ミュージックに影響を与えた。イギリス・ロンドン、イビサ島、ゴアなどで盛んにイベントが開催されている。

## 歴史

### 1960年代-1974年
1960年代のディスコで流れた音楽は、ジェームス・ブラウンやテンプテーションズ、フォー・トップスなどの本物のソウル・ミュージックだった。やがて1970年代前半になると、フィラデルフィア・ソウルがブームになってきた。最も初期のディスコ・ソングには、1972年にリリースされたManu Dibangoの「Soul Makossa」やスリー・ディグリーズの「荒野のならず者」、ハロルド・メルビン&ブルーノーツの「ザ・ラブ・アイ・ロスト」などがある。ディスコに関する最初の記事は、1973年9月の『ローリング・ストーン』誌に、Vince Alettiによって書かれた。1974年にはニューヨーク市のWPIX-FMで世界初のディスコのラジオ番組が放送された。さらに、エレガントなサウンドを得意とするバリー・ホワイトが結成したラヴ・アンリミテッド・オーケストラ「愛のテーマ」は、ビルボード・ポップ・チャートで1位になる大ヒットとなった。

### 1975-1979年: ディスコ・ブーム
1975年にはヴァン・マッコイの「ハッスル」が大ヒットした。1975年以後1979年までに、ジョニー・テイラー、リック・ディーズ、ヴィッキ・スー・ロビンソン、ヒートウェイブ、テイスト・オブ・ハニー、シック、フォクシー、マイケル・ゼイガー・バンド、シスター・スレッジ、ピーチズ&ハーブらがディスコ・ヒットを飛ばした。1970年代後半のディスコ・パフォーマーにはビージーズやヴィレッジ・ピープル、ドナ・サマー、アラベスク、ジンギスカンがいる。ドナ・サマーは多くのビッグヒットを生み出し、またもっともポピュラーになったディスコのスターである。また、彼女はエレクトロニック・サウンドを特徴とするユーロ・ディスコのヒットを出した。裏方であったジョルジオ・モロダーらの音楽プロデューサーたちは大きな役割を果たした。彼らは曲を書き制作を行い、画一的なシンセ・サウンドを確立していった。これらは「ディスコサウンド」の一部となった。ヒットが量産されるのを見た非ディスコアーティストは、ディスコ絶頂期にディスコ・ソングを録音した。また『サタデー・ナイト・フィーバー』や、『イッツ・フライデー』(1978年) のような商業映画は、ディスコのマーケットを拡大する上で、大きな役割を果たした。
一方でディスコ・ミュージックや文化に対する激しい反発が起き、アメリカで1979年7月に起こったディスコ・デモリッション・ナイトはディスコ人気に打撃を与える1つの原因になった。ただ、ディスコが衰退した大きな原因は、ヒットが大量に生まれ音楽ファンに飽きられたことと、ファンの需要は多様であり画一的なレコード供給ではダメだという点にあった。また、産業ロックやフュージョンと同様に、ディスコに対しては音楽ファンと音楽評論家による商業主義との批判が、容赦なく浴びせられた。その結果、アメリカではディスコの人気が著しく低下したが、踊らせるためのダンス・ミュージックは1980年代以降も世界のディスコで存在し続けた。

## ファンキー・ディスコ
ディスコは踊らせるための音楽であるため、どうしてもソウルやR&B、ファンクなどに比べると、軽く見られる傾向が強かった。しかし、一部のアーティストは黒人らしさを強調したファンキー・ディスコ（ブラック・ディスコ）の曲を発表した。この分野の例としては、イヴリン・キングの「シェイム」、D・トレインの「ユアー・ザ・ワン・フォー・ミー」、レイディオの「パーティー・ナウ」、GQの「ディスコ・ナイト」、BB&Qバンドの「オン・ザ・ビート」、ダズ・バンドの「レット・イット・ホイップ」、シックの「グッド・タイムズ」、ピープルズ・チョイスの「ドゥ・イット・エニウェイ・ユー・ワナ」などがある。他にはヴァーノン・バーチ「ゲット・アップ」、ジミー・ボー・ホーン「スパンク」、ボハノン「レッツ・スタート・ザ・ダンス」があげられる。

## ロックからのアプローチ
ディスコ・ブームが長期化するのを受け、ロックなど他ジャンルからディスコ・サウンドを取り入れる現象が見られた。ロックの主な例としては、ローリング・ストーンズの「ミス・ユー」、バッド・カンパニーの「ロックンロール・ファンタジー」、ELOの「シャイン・ラヴ」、キッスの「ラヴィン・ユー・ベイビー」、ロッド・スチュワートの「アイム・セクシー」、ドゥービー・ブラザーズの「ホワット・ア・フール・ビリーヴス」、ブロンディの「ハート・オブ・グラス」、クイーンの「地獄へ道づれ」などがある。

## ジャズからのアプローチ
ジャズでは、ハービー・マンの「ハイジャック」が1975年にヒットしたことが、他のジャズマンがディスコ曲を録音するきっかけとなった。クインシー・ジョーンズ（「スタッフ・ライク・ザット」）、ジョー・ファレル、ヒューストン・ピアソン（「ディスコ・サックス」）、クリーブランド・イートンから、ベテランのベニー・ゴルソンやソニー・ロリンズまでが、ディスコ・ビートを取り入れた曲を発表した。